# Gamasiphis productellus
Gamasiphis productellus är en spindeldjursart som beskrevs av Berlese 1923. Gamasiphis productellus ingår i släktet Gamasiphis och familjen Ologamasidae. Inga underarter finns listade i Catalogue of Life.